# Áarstíggjafossur
Áarstíggjafossur är ett vattenfall i Färöarna (Kungariket Danmark).   Det ligger i sýslan Streymoyar sýsla, i den centrala delen av landet, 12 km väster om huvudstaden Tórshavn. Áarstíggjafossur ligger 12 meter över havet. Det ligger på ön Streymoy.
Terrängen runt Áarstíggjafossur är kuperad. Havet är nära Áarstíggjafossur åt sydväst.  Närmaste större samhälle är Tórshavn, 11,9 km öster om Áarstíggjafossur. 